# Ergavia oenobapta
Ergavia oenobapta là một loài bướm đêm trong họ Geometridae.